# José Malcampo y Monge
José Malcampo y Monge (San Fernando (Cadis), 1828 - Sanlúcar de Barrameda, 23 de maig de 1880), marquès de San Rafael, fou un marí espanyol, president del Consell de Ministres durant el regnat d'Amadeu I. Li van ser concedits els títols nobiliaris de comte de Joló i vescomte de Mindanao.

## Biografia
Ingressà a l'Armada Espanyola el 1844, i va ascendir ràpidament a guardiamarina el 1846, alferes el 1850, tinent de navili el 1857, capità de fragata el 1861, capità de navili el 1862 i brigadier el 1862.

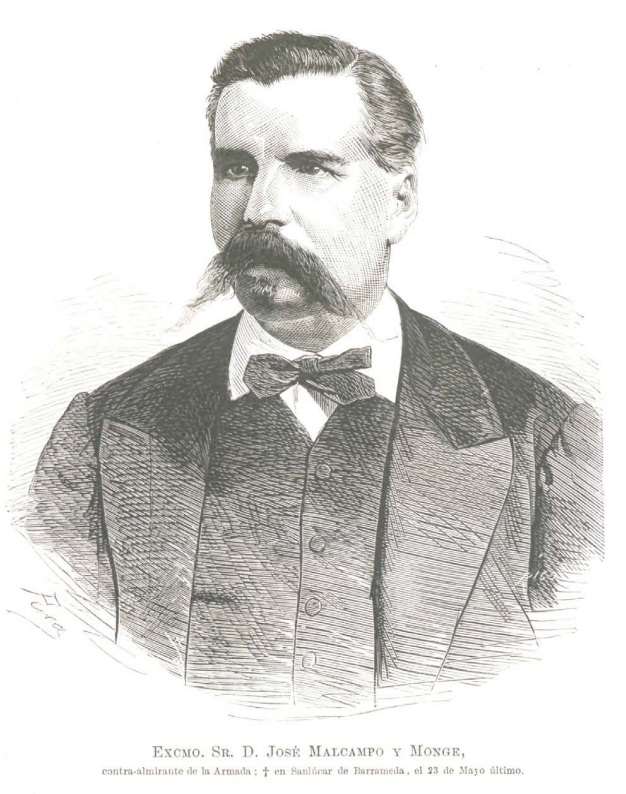
Retrat de José Malcampo publicat a La Ilustración Española y Americana el 8 de juny de 1880

Va participar en la Revolució de 1868 col·laborant amb el pronunciament de Juan Bautista Topete al port de Cadis. El 1869 fou ascendit a contraalmirall. Entre octubre i desembre de 1871 fou President del Consell de Ministres i ministre interí d'Estat. El desembre de 1871 el seu govern va caure i aleshores fou ministre de Marina en els dos primers governs de Práxedes Mateo Sagasta. Els anys 1871 i 1872 també fou senador per la província de Cadis.
Entre 1874 i 1876 fou governador i capità general de les Filipines, càrrec des del que es va dedicar a combatre els pirates de Mindanao i de l'illa de Joló, i aconseguí que el Sultanat de Sulu acceptés la sobirania espanyola. També va fundar a Cavite la primera lògia maçònica a les Filipines, La Primer Luz Filipina. Va presentar la renúncia al càrrec per motius de salud i va tornar a la península. Va morir el 23 de maig de 1880 a Sanlúcar de Barrameda. Pòstumament, el 27 de juny de 1881, li foren atorgats els títols de comte de Joló i vescomte de Mindanao.